# Conformisme

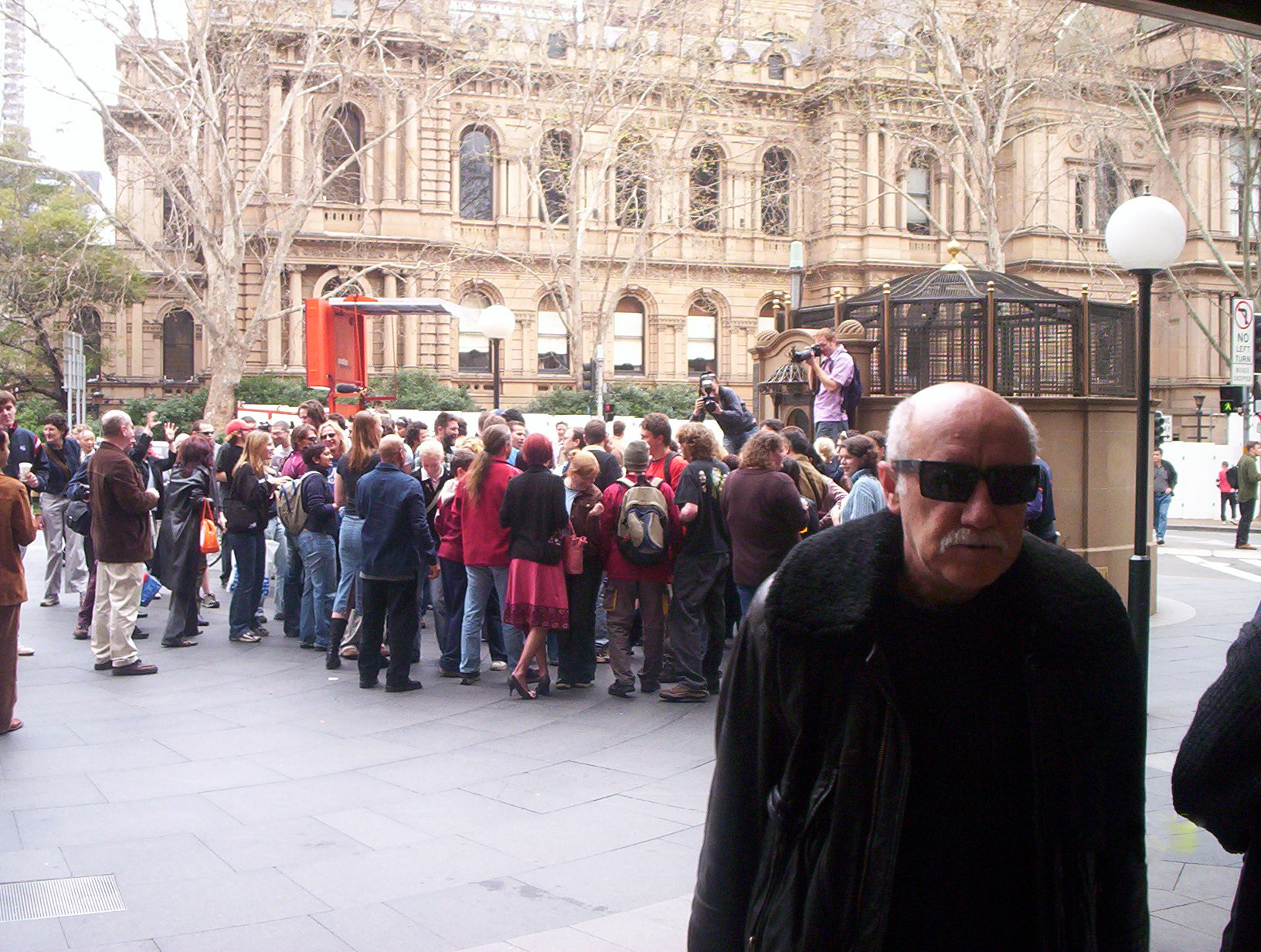
Rassemblement spontané à Sydney (2003).

Le conformisme est une attitude très largement étudiée en sciences sociales qui correspond à un comportement qui est en accord avec ce qui est attendu d'un individu ou d'un groupe dans une situation donnée : être conforme veut dire ne pas dévier de la norme admise, ne pas prendre une liberté en agissant de façon différente de ce qui est attendu, socialement.
Il existe différentes formes de conformisme, qui impliquent les individus de manière plus ou moins forte. Celui-ci a des implications dans plusieurs secteurs comme dans la consommation, les goûts musicaux, la mode ou encore l'économie.
Ce principe est considéré comme une condition de stabilité sociale des sociétés industrielles et post-industrielles ; cependant, il a été dénoncé comme une atteinte à la liberté par plusieurs courants de pensée,,, et comme un vecteur du mauvais goût par de nombreux mouvements artistiques.
En psychologie, Solomon Asch (1907-1996) explique que l'individu se conforme pour éviter d'une part le conflit entre deux opinions différentes (l'une exprimée par la majorité, l'autre exprimée ou représentée mentalement par le sujet en minorité) et d'autre part, éviter d'être rejeté par la majorité (l'expérience de Asch). Pour Asch, le conformisme correspond à un suivisme, dans lequel le sujet qui se conforme n'adhère pas du tout aux opinions de la majorité.

## Terminologie
Emprunté de l’anglais « conformity », le mot est dérivé du français, « conforme » et fait référence, au XVIIe siècle, à la personne qui menait une conduite traditionaliste et qui était en accord avec le contexte et le milieu où elle vivait, celui qui professait la religion officielle.
Il n'existe pas une seule forme de conformisme, mais bien plusieurs. Cette diversité est due aux différents facteurs qui modulent le phénomène. Il faut d'abord prendre en compte les caractéristiques de la cible et celle de la source, le contexte dans lequel la cible et la source interagissent et la relation qu'elles entretiennent.

### Les trois formes de conformisme de Kelman
C'est à travers la relation qu'entretiennent la cible et la source, que Kelman (1958) a mis en évidence trois formes de conformisme :

#### Le conformisme par complaisance
Celui-ci apparaît dans les relations de pouvoir où il est préférable pour l’individu de se conformer, afin de préserver l’approbation du groupe. Dans ce cas de figure, les croyances du sujet ne sont pas atteintes. Il s’agit d’une influence superficielle. Il souhaite ainsi éviter de se faire remarquer en évitant de donner une réponse allant à l’encontre de l’avis général. Ce type de conformisme prend souvent forme dans des situations de pouvoir.

#### Le conformisme par identification
Dans le cas présent, le conformisme découle du désir de l’individu à vouloir entretenir des relations positives avec le groupe. L’individu veut se faire accepter. Le changement est plus durable et s’exprime même en dehors du groupe.

#### Le conformisme par intériorisation
Lorsque la source est hautement crédibilisée, le sujet intériorise le message dans son système de valeur, La source d’influence est considérée comme experte. Il s’agit ici d’une totale conversion car la norme est intériorisée.

## En sociologie
Le conformisme est une attitude commune, plus que son opposé; les gens se comportent généralement tel qu'il est attendu d'eux dans une situation donnée. Il ne s'agit pas d'un biais, mais d'une attitude renforçant la régulation sociale et la cohésion sociale par l'adhésion aux normes sociales, tout en permettant d'anticiper les actions des autres.
Robert K. Merton rajoute quant à lui deux autres formes de conformismes.

### Le conformisme d'innovation
Lorsqu'un individu accepte les objectifs du groupe mais refuse d'utiliser les moyens socialement légitimes de les atteindre. Par exemple, un individu pourra avoir un comportement criminel pour atteindre richesse et pouvoir.

### Le conformisme ritualisme
Celui-ci pousserait le sujet à une conformité extrêmement scrupuleuse face aux normes de la société. Selon Merton, il s'agirait d'une adaptation mise en place par la cible pour éviter la frustration. Ce type de conformisme se retrouve particulièrement dans les classes sociales moyennes, car c'est là que l'accent est mis sur la morale.

## Expériences célèbres

### L'expérience de Sherif: effet auto-cinétique
C'est à Muzafer Sherif que l'on doit les expériences fondatrices du concept de normalisation. Lors de cette expérience, Shérif exploite l’effet auto-cinétique, une illusion d’optique qui prouve que lorsqu'on observe un point lumineux sans autre point de référence, on a l'impression que le point bouge.
Sherif invite donc des sujets à se prêter au jeu en les installant dans une pièce sombre et en leur demandant de déterminer si le point lumineux est en mouvement ou pas. Dans la première condition, le sujet répond d'abord seul, puis en groupe. Dans la seconde il y répond d'abord en groupe puis seul.
Les résultats ont pu démontrer que lorsque le sujet était dans la première condition (d'abord seul), il se crée sa propre valeur centrale puis converge vers la norme du groupe. Dans la seconde condition, le sujet se base sur la norme du groupe pour répondre individuellement.
Cette expérience suggère donc qu'en cas d'incertitude, l'individu utilise le groupe comme source d'information.

### L'expérience de Asch: effet du conformisme

Expérience de Asch

C'est grâce à une tâche de discrimination perceptive qu'Asch a souhaité démontrer l'effet de conformisme. Pour ce faire, un sujet était invité à prendre place dans une salle où se trouvaient déjà sept autres personnes, qui elles, étaient des complices de l'expérimentateur. Aussi, le sujet naïf était placé de façon qu’il se retrouvait être le dernier à répondre aux questions qu'on lui posait.
Dans un premier temps, il montrait aux sujets une image sur laquelle était tracée une ligne. La tâche consistait à retrouver sur une deuxième image, où étaient tracées trois lignes différentes « A, B et C », laquelle était de longueur identique à la ligne tracée sur la première image. La tâche était relativement simple, étant donné que les lignes A et B étaient manifestement différentes.
Les résultats de Asch ont montré que sur l'ensemble des réponses, 30 % étaient conformistes. Cela a donc pu démontrer que même lorsque la réponse parait évidente, il n'est pas exclu que l'individu en donne une mauvaise réponse, pour se conformer à l'avis majoritaire.
À la fin de l'expérience, l'expérimentateur a interrogé les sujets naïfs sur les raisons de leurs réponses conformistes et les a classées de la façon suivante :
- les réponses de perception :
les sujets ont réellement fini par percevoir la ligne A ou B comme une réponse correcte. Leur perception a donc changé ;
- les réponses de jugement :
les sujets étaient persuadés que leur réponse, initiale et non-verbalisée, était la bonne; mais pensaient qu'une majorité aussi unanime, bien que choisissant une réponse a priori absurde et irréaliste, ne pouvait se tromper, tous, en même temps, sur une même réponse. Alors le doute s'immisçait dans le jugement du sujet, au point de préferer accorder sa confiance à l'avis du reste du groupe;
- les réponses d'action :
l'avis de la majorité a été adopté par crainte d'être rejeté, mais le jugement et la perception n'ont pas été affectés.

Plusieurs variations ont été introduites dans cette expérience, ce qui a permis de démontrer que :
- lorsqu'un second sujet naïf était introduit, le taux d’erreur était divisé par 3 ;
- lorsque le nombre représentant la majorité (les complices) était inférieur à 3, l’influence baissait ;
- lorsque le nombre représentant la majorité atteignait 4 ou +, l’influence augmentait.

Cette expérience a donc démontré que le groupe a le pouvoir de nous faire choisir la mauvaise réponse, même lorsque cela est évident.

## Variables modératrices

### Rôle des parents et styles parentaux
L'étude des styles parentaux, initiée par la psychologue Diana Baumrind, a permis de mettre en évidence des relations cohérentes entre certains styles parentaux et le conformisme chez l'enfant. Les enfants élevés par des parents dit « autoritaires » (selon la typologie de Baumrind) ont de plus grandes chances d'avoir des comportements de conformisme. D'autres styles parentaux et en particulier les parents décrits comme « démocratiques » encouragent la maturité et le sens critique de leurs enfants.

### Rôle des traits de personnalité
Les individus seraient-ils prédisposés, par leur caractère, à se conformer ? C'est ce qu'a tenté de démontrer Crutchfield, en comparant le phénomène de conformité chez des hommes d'affaires et des militaires. Les résultats ont mis en avant le fait que les personnes plus conformistes étaient : moins intelligentes, moins perspicaces et créatives que les autres. Aussi, ces personnes avaient un complexe d'infériorité plus important que les autres.
Cependant, ces propos sont à nuancer. Il est en effet difficile de généraliser. Un individu conformiste à certains moments ne l'est pas forcément à d'autres. Le comportement dépend aussi de la situation dans laquelle il se passe.
Worchel et Cooper ont démontré que plus un individu se sent compétent pour effectuer une tâche, moins il se conforme au groupe. Ils ont aussi mis en évidence le fait que les femmes avaient tendance à se conformer plus facilement que les hommes. Ils expliquent cela par le fait que ce genre de comportement conformisme est plus valorisé dans la sphère féminine alors qu'au contraire, c'est le comportement anticonformisme qui remporte plus de succès chez les hommes.

### Rôle de la culture
Berry a réalisé une expérience du même type que Asch, sur des chasseurs-cueilleurs (Esquimaux de l'île de Baffin) et sur des cultivateurs (Temnes de Sierra Leone). Les premiers, ne pouvant pas stocker de grandes quantités de nourriture, encouragent l'individualisme tandis que les seconds correspondent plutôt à une société collectiviste. Cette étude a permis de démontrer que, selon leur culture, les gens n'accordent pas la même importance au conformisme. En effet, ce phénomène semble moins important dans des sociétés dites individualistes alors que les sociétés collectives semblent, au contraire, l'encourager.
Bond et Smith ont, eux aussi, pu démontrer qu'il existe une relation entre conformisme et culture. En reproduisant l'expérience de Asch dans plusieurs pays, ceux-ci ont pu démontrer que le taux de conformisme est plus faible en Europe qu'aux États-Unis, où il s'avère cependant moins élevé que dans les pays arabes.

## Processus responsables

### Normalisation
On confond souvent la normalisation et le conformisme. Il est pourtant important de savoir distinguer ces deux phénomènes d'influence sociale.
Le phénomène de normalisation a lieu lorsque, durant les échanges entre les individus et sur base de l'influence réciproque que chacun exerce sur l'autre, de nouvelles normes communes se créent.
Selon Doise, Deschamps, et Mugny, il faut réunir quatre facteurs pour que de nouvelles normes puissent être créées :
- aucune autre norme ne doit déjà être établie ;
- il ne doit pas y avoir de réponses objectives ;
- les individus doivent se percevoir comme égaux (dans le cas contraire, on parlera de soumission à l'autorité) ;
- les individus doivent percevoir qu’ils ont un destin commun.

Les résultats à l’expérience de Sherif montrent que lorsque les quatre conditions sont remplies, les individus modifient leur point de vue pour se réunir autour d’une réponse commune.
La normalisation est donc une étape par laquelle passera tout groupe en formation.

### Influence informationnelle et normative
Sur base de l'expérience de Asch, Deutsch et Gérard ont défini deux types d'influence qui poussent aux conformismes :
- L’influence informationnelle

Les sujets se sont conformés, car ils pensaient que les autres avaient raison. L'individu en vient donc à douter de sa réponse, car l'unanimité est, pour lui, signe de véracité.
Dans ce cas, le conflit généré est d'ordre cognitif.
- L’influence normative

Dans l'expérience de Asch, les sujets naïfs ont expliqué s'être conformés pour éviter la désapprobation du groupe. Ils donnent donc une réponse erronée, même s'ils sont convaincus de la véracité de leur réponse, afin d'éviter l'exclusion et le rejet. Cette influence est donc une forme de complaisance, afin de se faire accepter. Pour se faire accepter, le sujet cherche à se conformer aux coutumes du groupe, et il change donc son comportement pour qu'il s'accorde avec les demandes de ce groupe.
Ces deux types d'influence se manifestent en même temps. Cependant, l'une des deux peut primer en fonction du contexte.

### Théorie de l'impact social
En 1981 le psychologue social, Bibb Latané, a formulé la théorie de l’impact social (en) pour mesurer la puissance avec laquelle un individu se conforme à tel ou tel groupe. Selon cette théorie « l’impact généré par les stimuli externes augmente selon leur nombre, mais avec accélération négative ».
Les chercheurs ont développé ensuite trois postulats :
- L’impact social est le résultat de plusieurs forces sociales : la puissance de la source d’impact, l’imminence de l'événement et le nombre des sources exerçant l’impact.
- L’impact social devient de plus en plus influent lorsque le nombre de sources augmente.
- Le nombre de cibles affecte également l’impact social. Plus y a de cibles d’impact, moins l’impact ressenti par chaque individu est important.On parle alors de paresse sociale.

L’impact social change selon trois facteurs fondamentaux :
- la puissance, déterminée par le statut, le pouvoir et les capacités du sujet
- l’instantanéité : la proximité dans le temps et dans l’espace
- la dimension numérique

Dans certaines expériences, les chercheurs ont constaté que la conformité augmente en fonction du nombre des participants qui s’adaptent à la règle.
Dans le modèle proposé par Tanford et Penrod, on affirme que lorsque les gens pensent que la source est exacte, les aspects informationnels prévalent. Au contraire quand la source est erronée, ce sont les aspects plus normatifs qui prévalent.
Ce processus a son importance dans la distinction entre l’influence de la majorité et celle de la minorité. Les deux types d’influences sont les mêmes, malgré le fait que les effets soient différents. Dans le cas de la minorité, les sources d’opinions sont en nombre réduit mais elles sont très puissantes parce que dans le groupe elles représentent la nouveauté. Par contre, l’impact suscité par la majorité d’un groupe a un nombre des sources tellement élevé qu'elle peut provoquer une influence informationnelle.
Quelques années plus tard, Latané et ses collègues développent un modèle plus complexe qui tient en compte de la relation à l’intérieur du groupe. Les individus ne restent jamais en position statique par rapport à la situation et ils changent souvent leurs attitudes face aux interactions. Quatre profils différents émergent :
- Consolidation : à travers les interactions les gens commencent à uniformiser leurs opinions ; de cette manière, les avis exprimés par la majorité du groupe s’étendent à la minorité.
- Clustering : les individus ont tendance à interagir avec des membres du groupe qui ont des opinions très similaires aux leurs. Ils ont des contacts plus fréquents avec les membres de proximité et moins fréquemment avec les membres qui sont plus éloignés.
- Corrélation : il y a convergence vers un point commun, entre des groupes qui ont des idées très différentes.
- Poursuivant la diversité : il se produit lorsqu’il existe un degré de diversité suffisamment élevée au sein du groupe, capable de dissocier de manière frappante les groupes minoritaires de ceux majoritaires. Il est possible de le remarquer grâce aux petits regroupements et à la résistance à l’influence majoritaire[16].

### Théorie de l'autocatégorisation
L'individu acquiert un soi social qui l’amène à construire une identité en s'appuyant sur un processus d'autocatégorisation. Ce processus d'autocatégorisation est, selon John Turner, le désir de maintenir une image de soi positive, en s'identifiant à un groupe auquel on aimerait être associé (même en n'ayant aucun contact avec les membres de ce groupe).
Nous utilisons tous les catégories sociales comme « Noir », « Blanc », « Australien », « Chrétiens », « Musulmans », « étudiant » ou « chauffeur de bus » parce qu'elles sont utiles pour définir un comportement comme approprié, ou non, par référence aux normes du groupe auquel nous appartenons. Aussi, un individu peut appartenir à plusieurs groupes différents.
Tajfel et Turner soutiennent l’idée qu'il existe un engagement affectif et une estime de soi collective qui entraînent l'individu à valoriser et même à défendre le groupe auquel il appartient. Turner rajoute que l'individu peut se définir lui-même comme personne unique, ou comme membre d'un groupe. On pourrait dès lors, situer l'identité sur trois niveaux :
- le niveau supra-ordonné qui correspond à l’identité spécifique : attributs qu'il partage avec les autres êtres humains.
- le niveau intermédiaire ou l’identité sociale : attributs partagés par les membres d'un groupe par opposition à un autre groupe, ayant des attributs différents.
- le niveau subordonné ou l’identité personnelle : l'individu est distinct des membres du groupe auquel il appartient. Il est important de souligner qu'il existe un désaccord entre ce niveau et le niveau intermédiaire.

La théorie de l'auto-catégorisation nous offre une bonne piste pour comprendre le phénomène du conformisme, grâce au concept de dépersonnalisation. Celui-ci se caractérise par une prédisposition des individus, se retrouvant dans des situations qui accentuent l'importance de la catégorisation ingroup - outgroup, à se considérer comme un modèle de son propre groupe et de renoncer à son soi unique. C'est ce qui se passe lorsque l'individu se conforme : il renonce à sa façon de penser pour devenir un modèle du groupe auquel il appartient. Notons que ce processus n’entraîne pas une altération de l’identité, mais seulement une transformation de perception.
Le deuxième processus expliquant le conformisme est le processus d'influence sociale. L'individu tend à être dépendant d'autrui dans ses choix et ses jugements (niveau informationnel).

### Théorie de l'élaboration du conflit
En 1993, Pérez et Mugny ont expliqué le processus responsable de la prise de décision lorsque l’individu se trouve face à une divergence d’opinions. Pour eux, il s'agit de « la manière dont le sujet traite cette divergence et lui donne une signification ». L’individu doit donc analyser la situation à la fois sur le plan relationnel et sur le plan cognitif pour pouvoir arriver (ou non) à élaborer une solution efficace pour la résolution de conflit.
Selon les auteurs, il y a deux facteurs élémentaires qui jouent un rôle essentiel dans cette théorie :
- Le type de source qui peut influencer la prise de décision face à un comportement interdit. En effet, plus la source a un haut statut, plus l'individu aura des difficultés à adopter le comportement devant lui. Au contraire si la source a un statut inférieur, l'individu aura un sentiment de légitimation plus grand en effectuant l'action.
- L'importance que l'individu accorde à la cible influence aussi sa tendance à agir. Plus la cible est associée à une identité sociale et personnelle forte, plus il sera difficile pour la personne d’arrêter ce comportement. Ainsi, les auteurs affirment qu'une situation d'influence serait filtrée par la cible en termes de « qui influence » et « qui doit se soumettre et être influencé »[19].

Si la tache concerne une divergence d’opinions, le sujet sera confronté à conflit de nature identitaire. Accepter les facettes négatives de son propre groupe d’appartenance va placer l’individu dans une position de trahison.
Le type de source implique aussi un certain degré d’influence sociale. L’individu aura tendance à modifier son opinion selon le degré d’expertise de la source de l’information : plus la source appartient à un statut social haut, plus le sujet sera amené à se conformer aux opinions divergentes. Par ailleurs, l’influence augmentera lorsque la source appartient à l’endogroupe.

## Conséquences

### Individu
Le fait d'être en désaccord avec le groupe pose à l'individu, un problème de choix : « Rester dans le groupe ou préserver son système de réponses personnel ? ».
Cette question crée des tensions et engendre des dissonances cognitives chez l'individu. Le phénomène de conformité permet, par comparaison, d'obtenir un accord entre sa façon de penser et celle des autres. Cela réduit donc son anxiété.
Aussi, être en accord avec le groupe permet d'éviter le conflit et d'obtenir un gain affectif. Il aide aussi à une meilleure socialisation.
Par contre, le conformisme peut pousser l'individu à croire qu'un avis partagé avec la majorité, est forcément gage de vérité.

### Groupe
Le conformisme permet de consolider le groupe, en améliorant sa cohésion. Elle permet au groupe d'exister et de se réaliser, mais aussi de ne pas disparaître, en réduisant le conflit et en éliminant la déviance.

## Anticonformisme

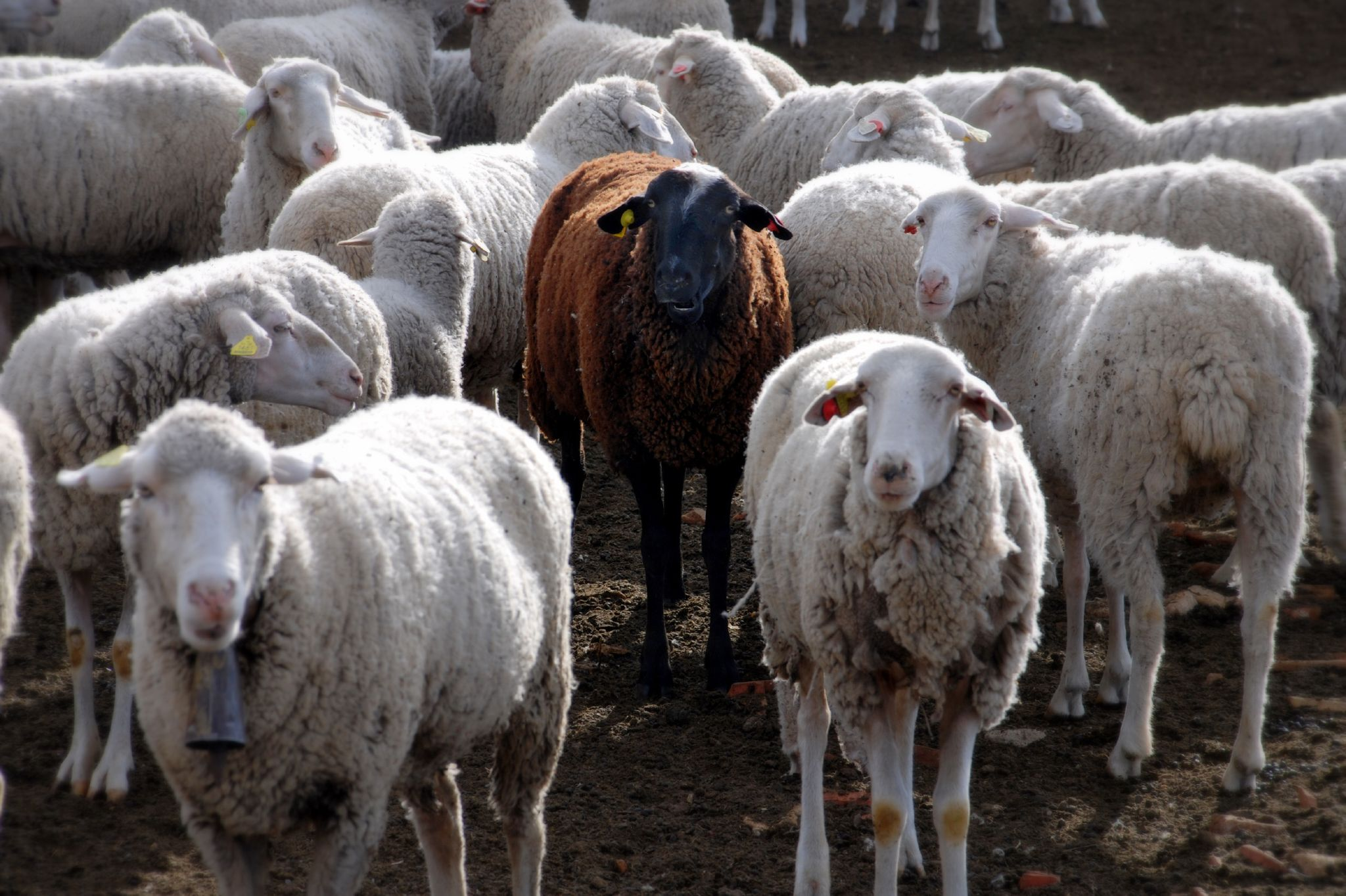
Le mouton noir représente « l'anticonformiste » du groupe.

L'anticonformisme est défini dans le dictionnaire comme une « opposition aux usages établis, aux traditions ». Il est théorisé comme l'expérience d'une personne qui adopte un comportement différent de la foule et qui exprime d'une manière totalement naturelle ses propres idées et sa propre façon d'être. En général, la personne « anticonformiste » se distingue des autres par sa tendance à avoir une attitude d’hostilité à l'égard des normes du groupe. Tout individu s'éloignant de la norme sociale est considéré pour la plupart des gens comme anormal. Il est alors marginalisé par le reste du groupe.
Le philosophe René Girard a formulé la théorie du désir mimétique selon laquelle l’individu a tendance à imiter les comportements de ses pairs pour assurer son bien-être à l’intérieur du groupe. Cependant, le fait de désirer le même objet que les autres provoque une sorte de tension dans la relation interpersonnelle, qui révèle la dimension conflictuelle de l’imitation et son rapport avec la violence. « En d'autres termes, faire de l'Autre un modèle, c'est faire de lui un rival ». Aussi, Girard va plus loin en affirmant que « derrière chaque mouvement non conformiste se cache juste un autre comportement conformiste ».

### Réactance
On parle de réactance lorsqu'une personne menace notre liberté et que l'on décide de se rebeller. La réactance est donc un mécanisme de défense psychologique, qui est mis en acte dans la condition de menace personnelle ou lorsqu’on perçoit un obstacle qui empêche notre liberté de choix habituelle.
Les gens ont besoin de se sentir uniques : chacun veut se distinguer dans la masse en tant qu’individu meilleur par rapport à la moyenne, pour augmenter le sentiment de bien-être personnel.
Le phénomène de réactance a été mis en évidence par Brehm en 1981 à travers une expérience sur un groupe d'enfants. Cela a mis en évidence le fait que le phénomène de réactance peut faire naître chez l'individu une attitude ou une croyance opposée à celle qui lui est suggérée.
Elle est influencée par trois facteurs importants qui modulent l'ampleur et l'impact du phénomène chez les individus :
- La réactance augmente proportionnellement à l’importance que le sujet attribue au comportement éliminé.
- La réactance augmente proportionnellement à l’ampleur des comportements éliminés, en fonction des comportements disponibles et pertinents qui n’ont pas encore été utilisés par le sujet.
- La réactance augmente avec la gravité de la menace. La pression sera d'autant plus forte si l'individu menaçant a du pouvoir.

### Influence de la minorité
L'expérience de Asch suscite encore beaucoup de questions. Certains auteurs, comme Serge Moscovici (1979) postulent qu'il ne s'agit pas d'une influence majoritaire, qui pousse un individu à se conformer, mais plutôt d'une influence minoritaire. Selon lui, il n'est pas exclu que le sujet naïf, qui participe pour la première fois à une expérience, considère ses compères comme des gens un peu bizarres et décalés. Pour cet individu, la majorité, c'est celle de l'extérieur, celle qui est du même avis que lui.
À travers cette vision, les résultats pourraient donc être interprétés de la façon suivante : plus de 30 % des individus se laissent influencer par une minorité. Cette idée donnera lieu au courant de recherche sur l'influence de la minorité.

## Applications

### Publicité

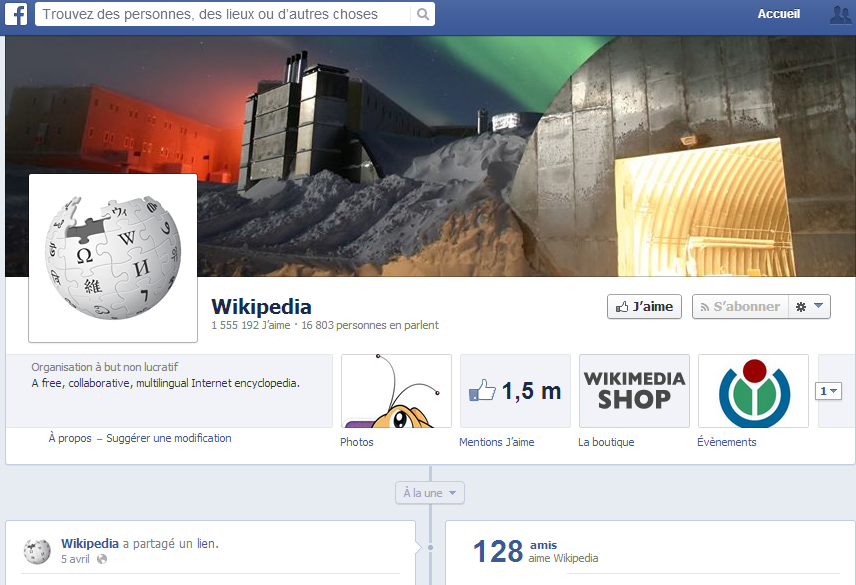
Publicité via Facebook : 128 amis aiment cette page.

La publicité utilise constamment l'influence du groupe, pour pousser à la consommation, car elle sait que lorsqu'un individu est incertain face à un choix, il a tendance à imiter celui de la majorité.
Pour cela, elle surfe donc sur deux sources d'influence :
- Les personnes proches

Par exemple via Facebook, qui informe ses usagers que leurs amis « aiment » la page de telle ou telle entreprise. Ceux-ci sont privilégiés par les marques, car ce sont eux qui ont le plus d'impacts sur l'individu.
En plus de faire partie du groupe, leur discours est adapté à la cible et ils sont d'autant plus efficaces qu'ils sont inconscients de l'être.
- Les personnes éloignées

Par exemple une star à laquelle les individus peuvent s'identifier ou un groupe auquel ils souhaiteraient appartenir. Dans ce cas, la publicité propose la vision d'un monde stéréotypé, en y ajoutant parfois que « ce produit a été élu produit de l'année » ou que « 99 % des femmes l'ont adopté ». Enfin, le système de commentaires positifs, sur les sites internet, peut, lui aussi, être un levier marketing.
La tendance inverse existe aussi en publicité : l'utilisation de l'anticonformisme pour vendre. Il s'agit, dans ce cas, de pousser l'individu à sortir du troupeau, à ne pas être comme tout le monde comme : « Think different » ou « Le pouvoir de dire non ».

### Mode
Depuis des siècles, la mode a une importance capitale au sein des peuples. Cependant, selon Guillame Erner, même si les années 1920 avaient les « Apaches », il ne s'agissait que d'un mouvement minoritaire. Il situe le premier effet de mode dans les années 1960, avec les « Yéyé ».
Bourdieu explique que c'est l'organisation de la société qui influence nos choix en matière de mode. C'est donc le groupe social auquel on appartient qui nous pousse à s'habiller comme on le fait. On peut donc percevoir dans le conformisme vestimentaire, un signe d'appartenance à son groupe. Il peut aussi s'agir d'un style vestimentaire proche du groupe que l'on convoite. En effet, en arborant le même style que son idole, l'individu espère pouvoir s'en approcher.
Aussi, le fait de voir un vêtement sur quelqu'un d'autre peut créer le besoin de se le procurer. C'est ce qu'on appelle « Effet Veblen » ou « Effet de snobisme ». Il s'agit de « l'idée selon laquelle l'attirance pour un objet est subordonnée au comportement d'autres consommateurs ».
C'est surtout chez les jeunes que l'on observe cette pression pour avoir le bon look, car c'est pendant cette période que les capacités personnelles ne sont pas assez affirmées pour se détacher de l'influence du groupe.

### Politique
Les sondages d'opinion, qui ont lieu durant les élections présidentielles peuvent avoir des effets sur les électeurs. En effet, en donnant un candidat favori, celui-ci peut voir sa position se renforcer, tandis qu'à l'inverse, un candidat peut se voir totalement évincé car il est invisible dans les sondages.
Une expérience a testé l'effet de conformisme entre les deux tours de l'élection présidentielle de 2012 en France. Pour ce faire, 1000 votants ont été interrogés sur leurs intentions de vote. Mais à la suite d'un sondage, fictif, allant à l'encontre de ce qu'il avait donné comme choix de vote, les votants ont modifié leur opinion (25 % des individus) et se sont ralliés à l'avis de la majorité.